# Landiràs
Landiràs (en francès Landiras) és un municipi francès situat al departament de la Gironda i a la regió de la Nova Aquitània.

## Demografia
| 1962                                       | 1968  | 1975  | 1982  | 1990  | 1999  | 2007  |
| ------------------------------------------ | ----- | ----- | ----- | ----- | ----- | ----- |
| 1.126                                      | 1.132 | 1.089 | 1.230 | 1.418 | 1.506 | 1.916 |
| Des de 1962: població sense dobles comptes |       |       |       |       |       |       |

## Administració
| Període   | Identitat           | Partit |
| --------- | ------------------- | ------ |
| 2001-2008 | Étienne Dupin       |        |
| 2008-     | Jean Marc Pelettant | MoDem  |

## Agermanaments
- Dippach